# Aepyceros
Aepyceros é um gênero de bovídeo da subfamília Antilopinae e o único da tribo Aepycerotini. A impala (Aepyceros melampus) é a única espécie do gênero.